# Distretto di Ghinda
Il distretto di Ghinda è un distretto dell'Eritrea nella regione del Mar Rosso Settentrionale, che ha come capoluogo Ghinda.